# فرستنده

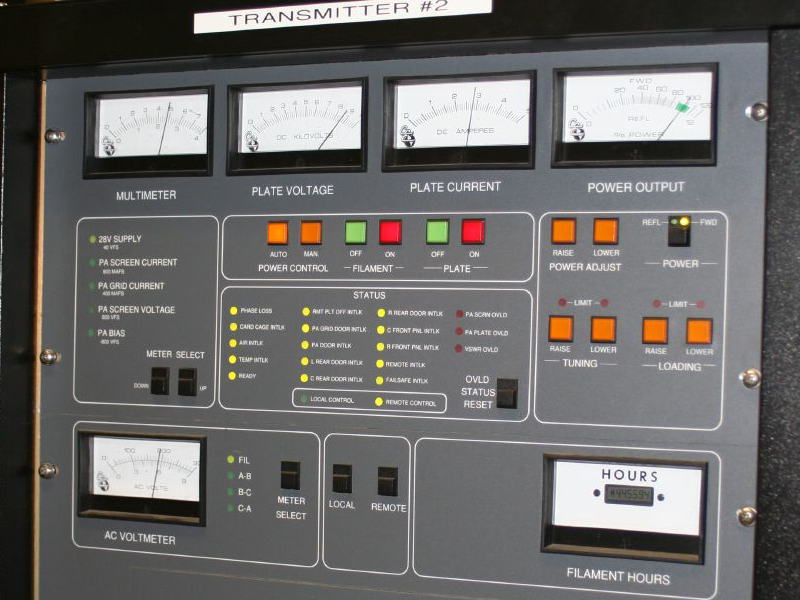
یک فرستنده تجاری پخش FM تجاری در ایستگاه رادیویی WDET-FM. این فرستنده امواج رادیویی را در ۱۰۱٫۹ مگاهرتز و با توان تابش ۴۸ کیلووات پخش می‌کند.

فرستندهٔ رادیویی (به انگلیسی: Radio Transmitter) یا  فرستنده یک دستگاه الکترونیکی است که معمولاً با کمک آنتن و تابش الکترومغناطیسی، سیگنالی (مانند سیگنال رادیویی یا تلویزیونی) را مخابره می‌کند. این دستگاه، پس از مدولاسیون سیگنالِ ارسالی روی یکی از باندهای VHF‏، UHF‏، AM یا FM آن را برای ارسال به آنتن می‌فرستد.

انیمیشن آنتن دوقطبی نیم موجی که امواج رادیویی ارسال می‌کند، و خطوط میدان الکتریکی را نشان می‌دهد. آنتن در مرکز دو میله فلزی عمودی قرار دارد که جریان متناوبی از یک فرستنده رادیویی در مرکز آن اعمال می‌شود (نشان داده نمی‌شود). ولتاژ، دو طرف آنتن را به‌طور متناوب به صورت مثبت (+) و منفی (-) باردار می‌کند. حلقه‌های میدان الکتریکی (خطوط سیاه) آنتن را ترک کرده و با سرعت نور از آن دور می‌شوند. این امواج، امواج رادیویی هستند. این انیمیشن بسیار کندتر از واقعیت است.

فرستنده‌ها اجزای ضروری کلیه دستگاه‌های الکترونیکی هستند که از طریق امواج رادیویی ارتباط برقرار می‌کنند، مانند ایستگاه‌های پخش رادیو و تلویزیون، تلفن‌های همراه، واکی تاکی، شبکه‌های بی‌سیم رایانه ای، دستگاه‌های دارای بلوتوث، دربازکن گاراژ، رادیوهای دو طرفه در هواپیماها، کشتی‌ها، فضاپیماها، مجموعه‌های راداری و فانوس‌های دریایی.
به تولیدکننده‌های امواج رادیویی برای گرمایش یا مصارف صنعتی مانند اجاق‌های مایکروویو یا تجهیزات دیاترمی، فرستنده گفته نمی‌شود، با اینکه این دستگاه‌ها غالباً مدارهای مشابهی دارند.